# آني س. شو
آني س. شو (بالإنجليزية: Annie Cornelia Shaw)‏ هي رسامة أمريكية، ولدت في 16 سبتمبر 1852 في تروي في الولايات المتحدة، وتوفيت في 31 أغسطس 1887.